# دانشگاه یدی تپه
دانشگاه یدی تپه (به ترکی استانبولی: yeditepe üniversitesi) یکی از دانشگاه‌های کشور ترکیه است که در شهر استانبول قرار دارد. این دانشگاه در سال ۱۹۹۶ تأسیس شد. این دانشگاه ۱۳ دانشکده، ۳ بیمارستان، ۳۹۰ دانشجویان بین المللی و بیش از  ۱۹۰۰۰ دانشجو دارد. دانشگاه یدی تپه در مجموع بیش از ۱۹۰۰۰ دانشجو دارد که در این میان ۳۹۰ دانشجوی بین‌المللی علاقمند به تحصیل در ترکیه در این دانشگاه مشغول به تحصیل هستند همچنین در رتبه‌بندی برترین دانشگاه‌های جهان در سال ۲۰۲۰ که توسط مؤسسه QS انجام شده‌است دانشگاه یدی تپه در بین ۲۰۰۰ دانشگاه برتر قرار دارد و پنچاه و سومین دانشگاه برتر ترکیه می‌باشد.
در سال ۲۰۲۳ این دانشگاه میزبان سومین گردهمایی جهانی جراحان مغز و اعصاب جهان بود.

## دانشکده‌ها
این دانشگاه دارای ۱۳ دانشکده است:
- دانشکده پزشکی
- دانشکده دندانپزشکی
- دانشکده داروسازی
- دانشکده تربیت معلم
- دانشکده هنر و علوم
- دانشکده علوم مدیریتی
- دانشکده اقتصاد
- دانشکده مهندسی
- دانشکده ارتباطات
- دانشکده معماری
- دانشکده علوم سلامت
- دانشکده علوم کاربردی
- دانشکده حقوق

## رتبه دانشگاه یدی تپه
دانشگاه یدی تپه که از بهترین دانشگاه های ترکیه می باشد. رنکینگ جهانی این دانشگاه در وبسایت QS حدود +۱۹۱۶ می باشد. دانشگاه یدی تپه هم اکنون جزو ۲۰ دانشگاه برتر ترکیه در رشته پزشکی می باشد.